# Ophthalmoblapton pedunculare
Ophthalmoblapton pedunculare är en törelväxtart som beskrevs av Johannes Müller Argoviensis. Ophthalmoblapton pedunculare ingår i släktet Ophthalmoblapton och familjen törelväxter. Inga underarter finns listade i Catalogue of Life.